# Panevėžys
Panevėžys (pron. lituana: [pɐnʲɛvʲeːˈʑiːs] · ) è una città della Lituania centro-settentrionale che, con i suoi 113653 abitanti, è la quinta più popolosa del paese.
Sorge sulle rive del fiume Nevėžis, ed è a metà strada fra Riga e Vilnius, a circa 130 km di distanza da entrambe le città. 
Panevėžys è considerata la capitale della regione dell'Aukštaitija, è inoltre capoluogo della contea di Panevėžys.
La posizione geografica favorevole insieme a una buona presenza di infrastrutture e alla vicinanza all'autostrada Via Baltica hanno favorito l'espansione economica della città.
La popolazione della città è costituita da lituani (96%), russi (2,6%), ucraini (0,4%), bielorussi (0,2%), polacchi (0,2%), rom (0,14%), ebrei (0,14%).
La città è collegata via ferrovia con Šiauliai e con Daugavpils, è inoltre collegata con Rubikiai/Anykščiai e con Biržai tramite una ferrovia a scartamento ridotto che è monumento storico e attrazione turistica. 

## Sport

### Calcio
Vi ha sede l'Ekranas, squadra di calcio.

## Amministrazione

### Gemellaggi
La città è gemellata con:
- Székesfehérvár